# Machaeranthera stenoloba
Machaeranthera stenoloba là một loài thực vật có hoa trong họ Cúc. Loài này được (Greene) Shinners mô tả khoa học đầu tiên năm 1950.